# La educación de Aquiles
La educación de Aquiles es el segundo cuadro de la serie La vida de Aquiles, en esta obra se nos muestra un Aquiles ya no tan pequeño, ahora es un preadolescente de pies a cabeza.
Cuenta la leyenda, que Tetis, la madre de Aquiles, dejó a su hijo bajo la custodia del centauro Quirón, un centauro que sumergió a numerosos héroes griegos en las enseñanzas más importantes de la época, la música, la medicina, la equitación y la caza son las principales actividades que imparte este ser mítico. En este caso, podemos observar a Aquiles en una clase de hípica, este está montado sobre Quirón, aunque no solo tenemos que fijarnos en esto, sino también en distintos detalles alrededor del cuadro que alegorizan todas las enseñanzas de Quirón.
En los laterales de la obra hay dos columnas con rostro, la primera representa a Asclepio, el dios de la medicina, esto lo sabemos por una pequeña serpiente enrollada en un bastón a los pies de la columna. Al otro lado, vemos a una bella mujer con una lira en sus manos, esta es una de las nueve Musas, no se sabe con certeza cual de ellas es, aunque varias fuentes afirman que es Calíope, Musa de la poesía épica.
En el fondo, una lira cuelga de un árbol, representando la etapa musical en las enseñanzas de Aquiles, este mismo árbol da cobijo a un par de perros que descansan bajo la sombra. En primer plano vemos un suntuoso bodegón con diversos elementos, una liebre muerta, un pájaro y diversos instrumentos de caza, como un arco y dos flechas, que se esconden bajo la presencia de dos cuernos de caza, todos estos elementos aluden con orgullo la caza.
Como dato curioso, Rubens se basó en el grupo escultórico El centauro atormentado por Cupido, para realizar la postura entre Aquiles y Quirón en este magnífico cuadro. Actualmente la escultura se encuentra en el Museo del Louvre, aunque cuando el flamenco pudo ver esta obra de arte con sus propios ojos, la pudo observar y analizar en la colección de Scipione Borghese, localizada en Roma.
El tratamiento del contorno junto con el elegante estilo de la obra dan mérito a Erasmus Quellinus, uno de los principales ayudantes de Rubens. Este tomó cada pauta con cuidado, dando grandes tonos oscuros a las zonas más hondas del cuadro, y dotando de completa luz a los objetos o criaturas más importantes. Para los dos termes, las guirnaldas y los demás elementos arquitectónicos de la planta superior se utilizó una pintura densa, pero ligera.
Sin duda, esta obra es una de las piezas artísticas más importantes del pintor flamenco, ya sea por la gran historia que alude el cuadro, o también por las pinceladas tan cuidadosas que caracterizan tanto a las pinturas de Rubens.